# Zarouhi Bahri
Zarouhi Bahri (arménien : Զարուհի Պահրի), née Zarouhi Shahpaz (arménien : Զարուհի Շահբազ) le 31 mai 1880 à Constantinople et morte le 13 mai 1958 à Boulogne-Billancourt, est une militante et travailleuse sociale arménienne, devenue écrivaine après 1940.
En 1913, elle fait partie des membres fondateurs de la Croix-Rouge arménienne de Constantinople. Au lendemain du génocide arménien et après avoir perdu plusieurs membres de sa famille, Bahri reste en Turquie ottomane afin d'aider à l'effort de secours pour les survivants au génocide.
Elle finit par s'enfuir en Roumanie puis s'exile en France en 1928 où elle demeure le restant de sa vie. Pendant son séjour en France, elle écrit six romans et continue à s'engager auprès de la communauté arménienne locale.

## Biographie

### Dans l'Empire ottoman
Zarouhi Shahpaz naît à Constantinople (Empire ottoman) le 31 mai 1880 au sein d'une famille de la grande bourgeoisie arménienne stambouliote,.
Elle commence à s'engager dans la communauté arménienne locale après les massacres d'Adana de 1909. Elle enseigne notamment aux orphelins arméniens comment coudre et broder. Durant les Guerres balkaniques de 1912-1913, elle joue un rôle déterminant dans l'aide et l'assistance aux Arméniens qui servent l'armée ottomane. Elle est l'une des fondatrices de la Croix-rouge arménienne de Constantinople en 1913.
Pendant le génocide arménien, Bahri perd plusieurs membres de sa famille, dont son frère et sa sœur. Sa sœur, Adrine, est déportée de la ville d'Amasya et disparaît avec sa famille. Son frère, Parsegh Shahbaz, membre éminent de la communauté intellectuelle arménienne de Constantinople et membre de la Fédération révolutionnaire arménienne, est déporté dans le cadre de la déportation des intellectuels arméniens le 24 avril 1915 puis aussi assassiné,.
Après la guerre, Zarouhi Bahri reste à Constantinople et vient en aide aux nombreux survivants du génocide qui ont trouvé refuge dans la capitale ottomane après les déportations. Elle est notamment directrice de la branche de Şişli de la Croix-rouge arménienne. Elle est aussi chargée par le patriarche arménien de Constantinople Zaven Ier Der Eghiayan de la gestion de la maison neutre (chezok doun) de Şişli, fondée dans le but de déterminer si les enfants survivants sont arméniens ou turcs, dans le cadre du Vorpahavak,. Elle a donc pour tâche de décider de l'arménité de nombreux enfants, ce qui lui vaut de nombreuses menaces de la part de leurs familles adoptives musulmanes. Après la victoire des kémalistes à l'issue de la guerre d'indépendance turque fin 1922, l'ambassade britannique avertit Zarouhi Bahri qu'elle ne pourrait plus la protéger si les forces turques entraient dans Constantinople. Et, en effet, le nouveau gouvernement turc a à cœur de récupérer les enfants qu'il estime avoir été injustement arménianisés et la perçoit comme une personnalité anti-turque du fait de son rôle.
Durant cette période, elle devient également membre de l'Association des femmes arméniennes. Elle fait partie des contributrices régulières du journal des femmes arméniennes, Haï Guine, dans lequel elle discute notamment de la place des femmes dans la société arménienne de son époque. Dans un numéro paru en 1921, elle prône ainsi l'avènement d'une « nouvelle femme » qui serait l'égale de l'homme non pas pour prendre l'ascendant sur lui mais parce qu'obtenir l'égalité serait bénéfique pour l'humanité tout entière,.
Contemporaine de l'éphémère Première République d'Arménie (1918-1920), Zarouhi Bahri prône la participation de tous les Arméniens à la défense du pays, y compris ceux ne résidant pas au sein de ses frontières et ne pouvant par conséquent pas s'enrôler dans son armée. Ainsi, elle propose dans le journal Djagadamard que les Arméniens n'étant pas en mesure de prendre les armes payent une somme d'argent au profit de l’État arménien, et montre l'exemple en envoyant 100 livres ottomanes en or au nom de ses deux fils Krikor et Girayr.

### Exil en France
À l'automne 1922, la victoire kémaliste provoque l'exil à l'étranger de nombreux Arméniens stambouliotes, notamment de très nombreux orphelins. Zarouhi Bahri quitte alors la ville avec son mari et ses quatre enfants. Pensant leur exil temporaire, ils s'installent à Bucarest, en Roumanie, d'où ils pensent pouvoir facilement retourner à Constantinople une fois les tensions apaisées. Cependant, le gouvernement turc leur refuse l'entrée et leurs avoirs et biens, que Zarouhi estimait à plus de 100 000 livres en propriété foncière, sont confisqués.
Ils déménagent ensuite à Paris à la fin des années 1920,. Son mari, l'avocat Hagop Bahri, ne parvient pas à exercer sa profession dans la capitale française et, compte tenu de leur situation financière difficile, Zarouhi Bahri commence à travailler comme couturière et cesse d'envoyer des articles à Haï Guine. Cependant, elle continue à écrire seule et réussit à publier plusieurs ouvrages dont ses mémoires. Son mari meurt peu après leur arrivée en France, tandis que leur fille Noyemi prend la relève de sa mère en écrivant pour Haï Guine.
Entre 1945 et 1952, elle est présidente du conseil d'administration de l'école arménienne Tebrotzassère, au Raincy.
Zarouhi Bahri meurt à Boulogne-Billancourt le 13 mai 1958 et est inhumée au Cimetière du Père-Lachaise. Conformément à ses souhaits, ses enfants emmènent ses cendres en Arménie et les enterrent dans les locaux de la cathédrale d'Etchmiadzin, l'église mère de l'Église apostolique arménienne en 1987.

### Vie privée
Elle est la sœur de Parsegh Shahbaz, assassiné pendant le génocide.
Avec son mari, l'avocat Hagop Bahri, elle a deux fils, Krikor et Girayr, et deux filles, Anahid et Noyémi. Elle a aussi quatre petits-enfants.

## Œuvres
- Ambrob (sérialisé dans Azad Khosk, Paris, 1940)
- (hy) Տագրը : Վոսփորի ափերուն վրայ 1875-1877 [« Le Beau-Frère : Sur les rives du Bosphore (1875-1877) »], Paris, Impr. Der Hagopian,‎ 1941, 216 p. (lire en ligne)
- (hy) Փառանձեմ : Ճամբաներուն երկայնքին (1872-1942) [« Paratsèm : Le long des routes (1872-1942) »], Paris, Impr. Der Hagopian,‎ 1946, 382 p.
- (hy) Տայեան Գէորգ պէյ կամ պատրիարքարանի փողոցին բնակիչները, Paris, Impr. Le Soleil,‎ 1952
- Louisette ou Osmose (sérialisé dans Aysor, 1952)
- (hy) Մոյկերուն տակ, Beyrouth,‎ 1956, 211 p. (lire en ligne)
- (hy) Կեանքիս վեպը [« Le roman de ma vie »], Beyrouth,‎ 1995, 250 p.

Zarouhi Bahri a également édité et écrit l'introduction du livre que son fils Gerard Bahri a écrit :
- (hy) Վահան Մալէզեանի կեանքն ու գործը : Յուշամատեան իր ութսունաեակին առթիւ (1871-1951) [« Vie et œuvre de Vahan Malezian »], Paris, Impr. Le Soleil,‎ 1951, 261 p.